# 吉野正
吉野 正（よしの ただし　1957年 - ）は、日本の病理学者、医師、医学博士。岡山大学副学長・教授などを務める。

## 概要
専攻は医学（特に病理学、癌など）。
- 1981年 - 岡山大学医学部医学科　卒業
- 1985年 - 同　大学院医学研究科　修了、高知医科大学第二病理　助手
- 1990年 - アメリカ・スタンフォード大学病理学教室
- 1999年 - 岡山大学医学部第二病理　講師
- 2003年 - 同　教授
- 2009年 - 同　医学科　学科長（併任）
- 2011年 - 同　医学部　学部長（併任）
- 2014年 - 同　大学副学長（併任）[1]

## 活動
- 国際病理アカデミー
- 国際リンパ腫研究グループ
- 日本リンパ網内系学会
- 日本癌学会
- 日本病理学会
- 日本臨床細胞学会
- 日本胃癌学会

など